# چستنات هیل (ویرجینیای غربی)
چستنات هیل (به انگلیسی: Chestnut Hill) یک منطقهٔ مسکونی در ایالات متحده آمریکا است که در شهرستان هنکاک، ویرجینیای غربی واقع شده‌است.